# Branta
Branta és un gènere d'ocells de la tribu Anserini, dins la subfamília dels anserins (Anserinae) i la família dels anàtids (Anatidae), que cria a les zones septentrionals de l'Hemisferi Nord, migrant cap al sud en hivern, a excepció d'una de les espècies, l'oca de Hawaii, que és sedentària.

## Taxonomia
Segons la classificació del Congrés Ornitològic Internacional (versió 2.5, 2010) aquest gènere conté 6 espècies:
- Oca coll-roja (Branta ruficollis).
- Oca de collar (Branta bernicla).
- Oca de galta blanca (Branta leucopsis).
- Oca de les Hawaii (Branta sandvicensis).
- Oca de Hutchins (Branta hutchinsii).
- Oca del Canadà (Branta canadensis).

B. hutchinsii és sovint considerada una subespècie de B. canadensis.